# Beqir Balluku
Beqir Balluku (nevének ejtése bɛt͡ɕiɾ baɫuku; Tirana, 1917. február 14. – Tirana környéke, 1974. november 5.) albán kommunista politikus, katonatiszt. Az Albán Népköztársaság egyik meghatározó katonapolitikusa, 1948-tól 1953-ig vezérkari főnök, majd több mint két évtizeden át honvédelmi miniszter (1953–1974), ezzel párhuzamosan a minisztertanács egyik elnökhelyettese volt (1954–1974). 1974 nyarán a pártfőtitkár, Enver Hoxha utasítására letartóztatták, és két társával együtt koholt vádak alapján halálra ítélték, majd kivégezték.

## Életútja
Középiskolai tanulmányait a tiranai Amerikai Szakiskolában kezdte meg, de tanulmányaival rövid idő teltével felhagyott. 1935-től 1939-ig fémmunkásként dolgozott, majd besorozták a seregbe. 1940-ben csatlakozott a földalatti kommunista mozgalomhoz, 1941-ben pedig közreműködött az Albán Kommunista Párt megalapításánál. A második világháború hátra lévő éveiben katonai parancsnokként irányított több partizánbrigádot – például Ishëm környékén –, valamint az első hadtest politikai biztosa lett. A háború végeztével a háborús bűnösök és a „nép ellenségei” felett ítélkező különleges bíróságok munkájában vett részt.
1946-ban az albán nemzetgyűlés képviselője, 1948 februárjában vezérőrnagyi rangban az albán hadsereg vezérkari főnöke lett, és ugyanabban az évben választotta állandó tagjai közé a párt politikai, valamint központi bizottsága is. Politikai és katonai munkájával párhuzamosan 1952 augusztusától 1953 augusztusáig a moszkvai Vorosilov Katonai Akadémián vett részt továbbképzésen. 1953. augusztus 1-jén a vezérkar éléről a minisztertanácsba helyezték át, ahol az elkövetkező két évtizedben a honvédelmi minisztériumot irányította.
Balluku a pártfőtitkár Enver Hoxha egyik „erős emberének” számított, aki a honvédelem szervezési feladatai mellett a katonadiplomáciából is kivette a részét. A szovjet tömb és Albánia között megromlott kapcsolatok idején, a Varsói Szerződés 1961. márciusi csúcstalálkozóján – a távolmaradásukkal tüntető állami vezetők helyett – Balluku képviselte Albániát. 1967 és 1972 között különböző katonai küldöttségek vezetőjeként rendszeresen járt Kínában, hogy megteremtse, majd szervezze a két nép közötti katonai-védelmi kapcsolatokat. 1968. októberi látogatása során különleges és szokatlan megtiszteltetésként Mao Ce-tung magánbeszélgetésen is fogadta Ballukut és Adil Çarçanit.

### Bukása és halála
1967–1968-ban kínai mintára megreformálták („demokratizálták”) az albán néphadsereget is, aminek egyik legfontosabb eleme a rendfokozatok eltörlése volt. Ezt követően azonban fegyelmi problémák ütötték fel a fejüket a néphadsereg soraiban, egyre gyakoribbá vált az engedetlenség és az előírásokhoz való hanyag viszonyulás. Balluku és a hadsereg vezérkarának egyes tagjai a változtatások visszavonására, egy modern, ütőképes hadsereg megszervezésére, a professzionális katonai képzés bevezetésére tettek javaslatot a párt vezető szerveinek. Az állampárt két legmagasabb rangú vezetőjét, Hoxhát és Shehut arról kívánták meggyőzni, hogy bár a paramilitáris partizánstratégia évtizedekkel korábban valóban segítette hatalomra jutásukat, az új idők azonban új stratégiákat követelnek meg. Az albán pártvezetés doyenjei azonban nem voltak nyitottak a javaslatokra, amit a Hoxha és Balluku közötti kisebb közjáték még élesebbé tett. Amikor Hoxha újfent hangoztatta régi vesszőparipáját, miszerint az Amerikai Egyesült Államok és a Szovjetunió egyaránt és azonos mértékű fenyegetést jelentenek Albánia biztonságára, Balluku geopolitikai érvekkel felfegyverkezve vitába szállt a megfellebbezhetetlen pártvezérrel.
Nem kellett sokáig várni, röviddel a fenti események után, 1974 júliusában Enver Hoxha utasítást adott az államrendőrségnek, a Siguriminek, hogy Balluku ellen nyomozást indítsanak. Július 10-én Ballukut elmozdították minden posztjáról, kevéssel később – de legkésőbb 1974 augusztusában – pedig letartóztatták, és azzal vádolták, hogy cinkostársaival, Petrit Dume vezérkari főnökkel és Hito Çako politikai főcsoportfőnökkel együtt katonai puccs útján tervezték megdönteni az államhatalmat, amikor a párt felügyelete alá rendelt néphadsereg helyett a katonai vezérkar irányítása alatt álló hivatásos hadsereg létrehozásán munkálkodtak. A tárgyalás során a három fővádlott ellen felhozott árulás vádját igazoltnak látták, és Ballukut két társával együtt 1974. november 5-én kivégezték. A „főbűnösök” eltávolítása mellett számottevő tisztogatást vezényeltek le a hadsereg soraiban is: 461 katonát, köztük 54 katonatisztet tartóztattak le, a vezérkar több tagját pedig internálták.
Mindez a színfalak mögött, a nyilvánosság teljes kizárásával zajlott le. Balluku névleg 1974. október 28-áig honvédelmi miniszter és a minisztertanács elnökhelyettese maradt – holott már hónapokkal korábban letartóztatták –, nevét a politikai és a központi bizottság taglistájáról is csak 1974. november 5-e után húzták ki. A megszokott eljárás szerint őt és társait egy félreeső, jeltelen sírba temették, csak a legszűkebb pártvezetés néhány tagja tudta a pontos helyszínt. Ezeknek az embereknek rendszeres feladatuk volt a holttestek állapotának ellenőrzése azzal az utasítással, hogy az oszlás befejeztével a csontokat egy másik, távolabbi, de ugyancsak jeltelen sírba tegyék át. Balluku és „bandájának” történetét csak két évvel később ismerhette meg a közvélemény, amikor Enver Hoxha 1976 novemberében, az Albán Munkapárt hetedik kongresszusának plénuma előtt számot adott a „leleplezésről”. Talán ez a korabeli misztifikáció lehet az oka annak, hogy a másodlagos forrásokban némi zavar észlelhető Balluku és társai kivégzésének napját illetően: az 1975. november 5-ei dátummal is több helyen lehet találkozni.. Az 1974. november 5-ei dátumot látszik igazolni egy a központi bizottság 1974. december 16–17-ei üléséről előkerült feljegyzés, amelyben bevégzett tényként esik szó Balluku és társai golyó általi kivégzéséről.

## Emlékezete
A rendszerváltás óta nyilvánosságra került szovjet diplomáciai iratok némelyike alapján megállapítható, hogy Balluku valójában Hoxha egyik leglojálisabb embere volt. Az egyik feljegyzésből az derült ki, hogy amikor 1960 novemberében az albán pártvezetők Moszkvában tartózkodtak, a tiranai szovjet nagykövet egy ajánlattal kereste fel Ballukut. Eszerint amennyiben Hoxha és társai távollétében Balluku katonai puccsot hajtana végre, a szovjet vezetés örömmel veti életfogytiglani házi őrizetbe az albán vezetőket, és Balluku lehetne az új – ezúttal rendíthetetlenül szovjetbarát – Albánia vezetője. Balluku azonban visszautasította az ajánlatot azzal a megjegyzéssel, hogy amennyiben erre sor kerülne, a maga részéről örömmel veti életfogytiglani házi őrizetbe az Albániában tartózkodó diplomatákat és szakembereket.
Balluku és társai jeltelen sírba temetett földi maradványait 2000-ben találták meg Vlora környékén, majd sikeres azonosításukat követően 2000. július 29-én katonai tiszteletadás mellett Tiranában újratemették.